# Бергін (Кентуккі)
Бергін (англ. Burgin) — місто (англ. city) в США, в окрузі Мерсер штату Кентуккі. Населення — 979 осіб (2020).

## Географія
Бергін розташований за координатами 37°45′27″ пн. ш. 84°45′38″ зх. д. / 37.75750° пн. ш. 84.76056° зх. д. (37.757414, -84.760684).  За даними Бюро перепису населення США в 2010 році місто мало площу 3,28 км², з яких 3,25 км² — суходіл та 0,02 км² — водойми.

## Демографія
Згідно з переписом 2010 року, у місті мешкало 965 осіб у 390 домогосподарствах у складі 260 родин. Густота населення становила 295 осіб/км².  Було 438 помешкань (134/км²).
Расовий склад населення:
| - 94,4 % — білих - 2,8 % — чорних або афроамериканців |

До двох чи більше рас належало 2,1 %. Частка іспаномовних становила 0,8 % від усіх жителів.
За віковим діапазоном населення розподілялося таким чином: 25,0 % — особи молодші 18 років, 56,7 % — особи у віці 18—64 років, 18,3 % — особи у віці 65 років та старші. Медіана віку мешканця становила 39,7 року. На 100 осіб жіночої статі у місті припадало 101,5 чоловіків;  на 100 жінок у віці від 18 років та старших — 95,7 чоловіків також старших 18 років.
Середній дохід на одне домашнє господарство  становив 41 841 долар США (медіана — 34 688), а середній дохід на одну сім'ю — 48 320 доларів (медіана — 44 375). За межею бідності перебувало 33,0 % осіб, у тому числі 60,6 % дітей у віці до 18 років та 20,6 % осіб у віці 65 років та старших.
Цивільне працевлаштоване населення становило 525 осіб. Основні галузі зайнятості: виробництво — 27,2 %, освіта, охорона здоров'я та соціальна допомога — 17,0 %, будівництво — 11,6 %, роздрібна торгівля — 11,2 %.